# Tulaguvan
Tulaguvan är en ort i Azerbajdzjan. Den ligger i distriktet Astara Rayonu, i den sydöstra delen av landet, 230 km söder om huvudstaden Baku. Tulaguvan ligger 99 meter över havet och antalet invånare är 1 296.
Terrängen runt Tulaguvan är varierad, och sluttar österut. Närmaste större samhälle är Astara, 13,4 km sydost om Tulaguvan.
I omgivningarna runt Tulaguvan växer huvudsakligen savannskog. Runt Tulaguvan är det ganska tätbefolkat, med 192 invånare per kvadratkilometer.